# Virtus Pallacanestro Bologna
Virtus Pallacanestro Bologna is een basketbalclub uit Bologna, Italië. Ze spelen in de hoogste divisie van Italië, de Lega Basket Serie A. Sinds het seizoen 2005/06 spelen ze weer op het hoogste niveau na een afwezigheid van twee jaar.

## Geschiedenis
Virtus werd opgericht in 1871 als een gymnastiekclub. De basketbalafdeling werd opgericht in 1922. De club is zeventien keer landskampioen van Italië geweest en acht keer wonnen ze de beker. Ook hebben ze een rijke historie in de EuroLeague. In 1978 speelde Virtus in de finale om de Saporta Cup tegen Gabetti Cantù uit Italië maar verloor deze met 82-84. In 1981 speelde Virtus tegen Maccabi Tel Aviv uit Israël in de finale om de EuroLeague. Deze verloren ze met 79-80. In 1990 was het wel raak. Ze wonnen de finale van Real Madrid uit Spanje met 79-74. In 2000 verloren ze de finale van AEK Athene uit Griekenland met 76-83. In 1998 wonnen ze de EuroLeague door AEK Athene uit Griekenland te verslaan met 58-44. Sterspeler op dat moment was Predrag Danilović. In 1999 verloren ze de finale van Žalgiris Kaunas uit Litouwen met 74-82. Het seizoen 2000/01 is het beste seizoen van de club. Ze werden landskampioen, ze wonnen de beker en ze wonnen de EuroLeague. In de finale van de EuroLeague wonnen ze van Tau Cerámica Vítoria uit Spanje met 3-2 in wedstrijden. In 2002 verloren ze de finale van Panathinaikos uit Griekenland met 83-89. Na dat geweldige seizoen verlieten de belangrijkste spelers de club en degradeerde de club naar de Serie B vanwege financiële problemen. In 2009 haalde Virtus Bologna eindelijk weer een internationale prijs. Ze wonnen de EuroChallenge van Cholet Basket uit Frankrijk met 77-75. In 2019 won Virtus de Basketball Champions League van Iberostar Tenerife uit Spanje met 73-61. In 2022 won Virtus de EuroCup. Ze wonnen de finale van Frutti Extra Bursaspor uit Turkije met 80-67.
De stads derby tussen Virtus en Fortitudo Pallacanestro Bologna is een van de meest intense wedstrijd van het seizoen.
Virtus speelt zijn thuiswedstrijden in het Futurshow Stadion.

## Erelijst
- Landskampioen Italië: 17
  - Winnaar: 1946, 1947, 1948, 1949, 1955, 1956, 1976, 1979, 1980, 1984, 1993, 1994, 1995, 1998, 2001, 2021, 2025

- Bekerwinnaar Italië: 8
  - Winnaar: 1974, 1984, 1989, 1990, 1997, 1999, 2001, 2002

- Supercupwinnaar Italië: 4
  - Winnaar: 1995, 2021, 2022, 2023

- EuroLeague: 2
  - Winnaar: 1998, 2001
  - Runner-up: 1981, 1999, 2002

- EuroCup: 1
  - Winnaar: 2022

- Basketball Champions League: 1
  - Winnaar: 2019

- Saporta Cup: 1
  - Winnaar: 1990
  - Runner-up: 1978, 2000

- EuroChallenge: 1
  - Winnaar: 2009

- Triple Crown: 1
  - Winnaar: 2001

## Bekende (oud)-spelers
- Marco Bonamico
- Carlo Caglieris
- Pietro Generali
- Gianni Bertolotti
- Renato Villalta
- - Krešo Ćosić
- Augusto Binelli
- Roberto Brunamonti
- Predrag Danilović
- Walter Magnifico
- Zarko Paspalj
- Saulius Štombergas
- Roeslan Avlejev
- Matjaž Smodiš

## Bekende (oud)-coaches
- Vittorio Tracuzzi
- Dan Peterson
- Alberto Bucci
- Ettore Messina
- Alberto Bucci
- Bogdan Tanjević

## Sponsor namen
- 1945-1953: Virtus Bologna (geen sponsor)
- 1953-1958: Minganti Bologna
- 1958-1960: Oransoda Bologna
- 1960-1961: Idrolitina Bologna
- 1961-1962: Virtus Bologna (geen sponsor)
- 1962-1965: Knorr Bologna
- 1965-1969: Candy Bologna
- 1969-1970: Virtus Bologna (geen sponsor)
- 1970-1974: Norda Bologna
- 1974-1980: Sinudyne Bologna
- 1983-1986: Granarolo Bologna
- 1986-1988: Dietor Bologna
- 1988-1993: Knorr Bologna
- 1993-1996: Buckler Bologna
- 1996-2002: Kinder Bologna
- 2002-2003: Virtus Bologna (geen sponsor)
- 2003-2004: Carisbo Virtus Bologna
- 2004-2005: Caffè Maxim Bologna
- 2005-2007: VidiVici Bologna
- 2007-2008: La Fortezza Bologna (Serie A), VidiVici Bologna (EuroLeague)
- 2008-2009: La Fortezza Bologna (Serie A), BolognaFiere Bologna (EuroChallenge)
- 2009-2012: Canadian Solar Bologna
- 2012-2013: SAIE3 Bologna
- 2013-2013: Oknoplast Bologna
- 2013-2015: Granarolo Bologna
- 2015-2016: Obiettivo Lavoro Bologna
- 2016-heden: Virtus Segafredo Bologna